# 역세종
역세종(酈世宗, ? ~ 기원전 116년) 또는 역종(酈宗)은 전한 중기의 제후로, 제천국 고양현(高陽縣) 사람이다. 개국공신 역상의 증손이다.

## 생애
원삭 2년(기원전 127년), 아버지 역수성의 뒤를 이어 목후(繆侯)에 봉해졌다.
원정 원년(기원전 116년)에 죽으니, 시호를 회라 하였고 작위는 아들 역종근이 이었다.

## 출전
- 사마천, 《사기》 권18 고조공신후자연표
- 반고, 《한서》 권16 고혜고후문공신표